# Tisovec v Dolní Lukavici
Tisovec v Dolní Lukavici je památný strom v obci Dolní Lukavice severovýchodně od Přeštic. Tisovec dvouřadý (Taxodium distichum) roste v zámeckém anglickém parku založeném podle plánů J. F. Schora v 1. polovině 18. století, vlevo od osy parku u Sladkovského rybníka (mrtvé rameno Úhlavy) v nadmořské výšce 355 m. Strom měl od poloviny dva kmeny, jeden z kmenů je však dnes odlomen. Obvod jeho kmene měří 4,21 m (2022), kuželovitá koruna široká 6 m dosahuje do 28 m (měření 1998). Lukavický tisovec je druhým největším jedincem svého druhu v ČR (po jedinci z Královské obory v Praze, rozdíl je však velmi malý), chráněný je od ledna 2010.

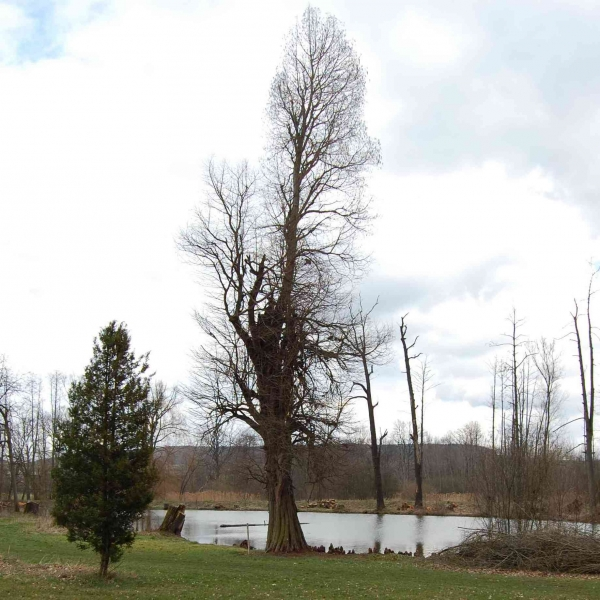
Památný tisovec dvouřadý v Dolní Lukavici v zimě – je patrný ulomený původní terminál stromu
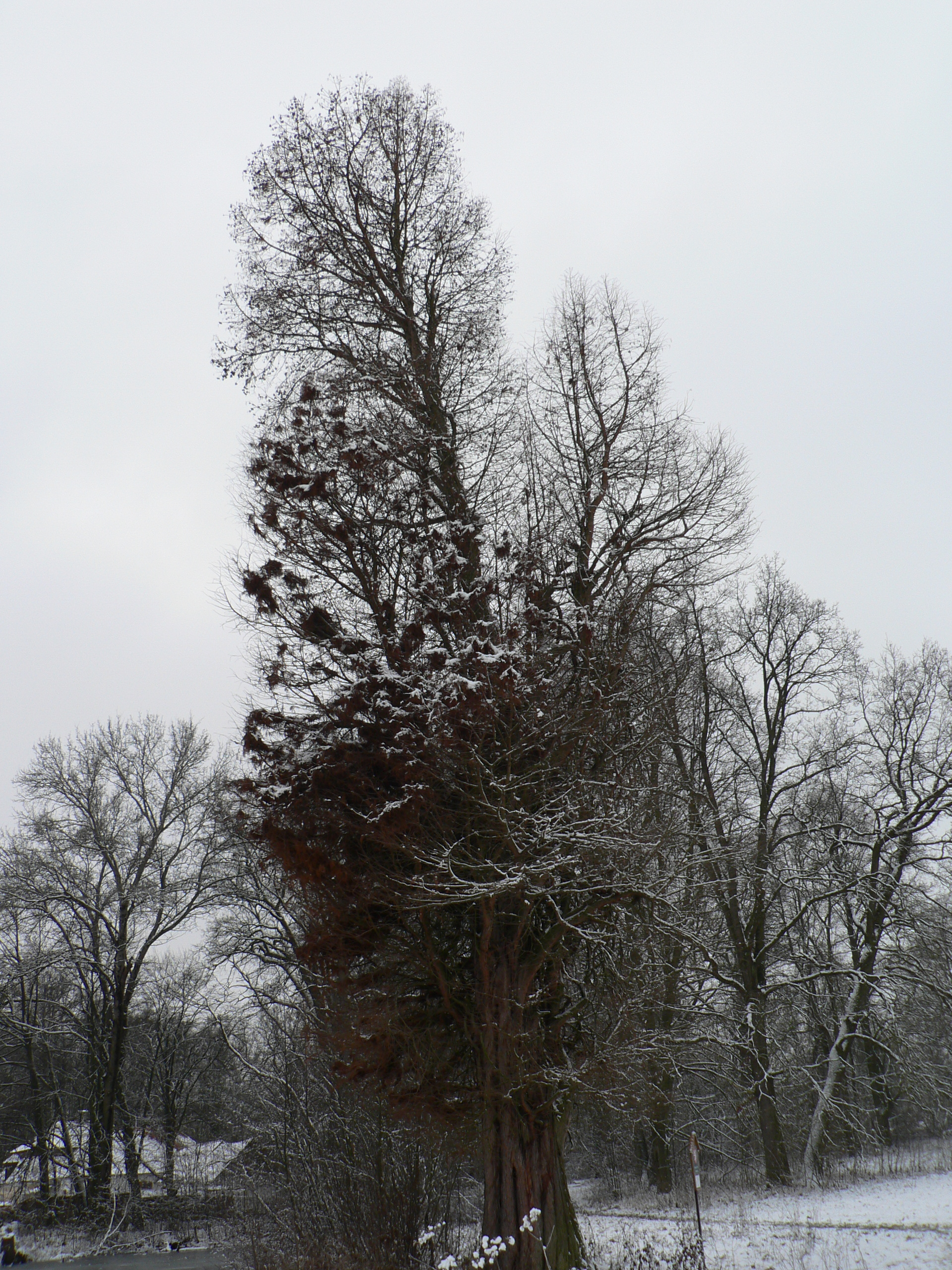
Tisovec dvouřadý v zimě, „dýchací“ kořeny zasahují až do vody

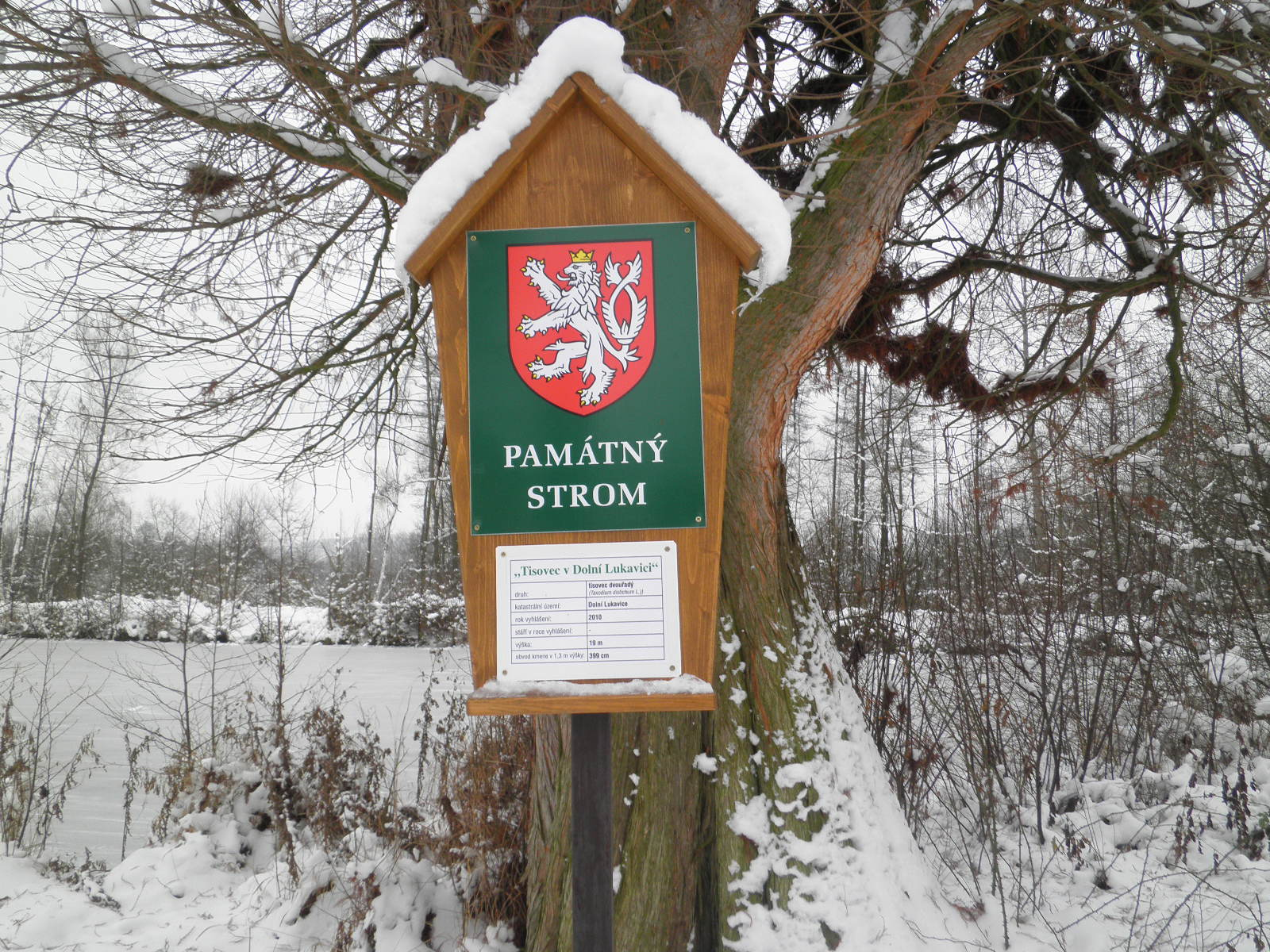
Cedule u tisovce dvouřadého

## Stromy v okolí
- Mlynářova lípa
- Lípa u Mrtole